# María Dolores Pelayo
María Dolores Pelayo Duque (1943) es una abogada y política española, senadora en la Legislatura Constituyente y diputada en cinco mandatos ( I ,  II ,  III ,  IV y  V legislaturas).

## Biografía
Nació en Santa Cruz de Tenerife en 1943 y es licenciada en Derecho por la Universidad de La Laguna, es abogada especializada en temas de familia. En el inicio de la Transición política que puso fin a la dictadura franquista, era miembro del Partido Social Demócrata fundado por Francisco Fernández Ordóñez y Rafael Arias Salgado, entre otros. Con esta formación en alianza con otros partidos centristas, se presentó como candidata al Senado en las elecciones generales de 1977, obteniendo el escaño. Activa en los debates parlamentarios de la Legislatura Constituyente, su formación política se integró en la coalición gobernante, Unión de Centro Democrático (UCD). En las elecciones de 1979, tras la aprobación de la Constitución, accedió al escaño al Congreso por la circunscripción de Tenerife presentándose en las listas electorales de UCD. Durante esta I Legislatura, fue dirigente regional de UCD y miembro de su Consejo Político Nacional, pero hacia el final del mandato, en el proceso de crisis de la formación liderada por Adolfo Suárez, abandonó el Grupo Centrista y se integró en el Grupo Mixto. En las elecciones generales de 1982 ya se había incorporado a las listas electorales del Partido Socialista Obrero Español (PSOE), formación en la que militaría finalmente, siendo elegida diputada por segunda vez; repitió mandato en las tres legislaturas siguientes (1986-1989, 1989-1993 y 1993-1996), siempre por Tenerife. Entre 1987 y 1991, fue también concejal de Santa Cruz de Tenerife.
Desde 2019 es presidenta del Consejo Social de la Universidad de La Laguna.

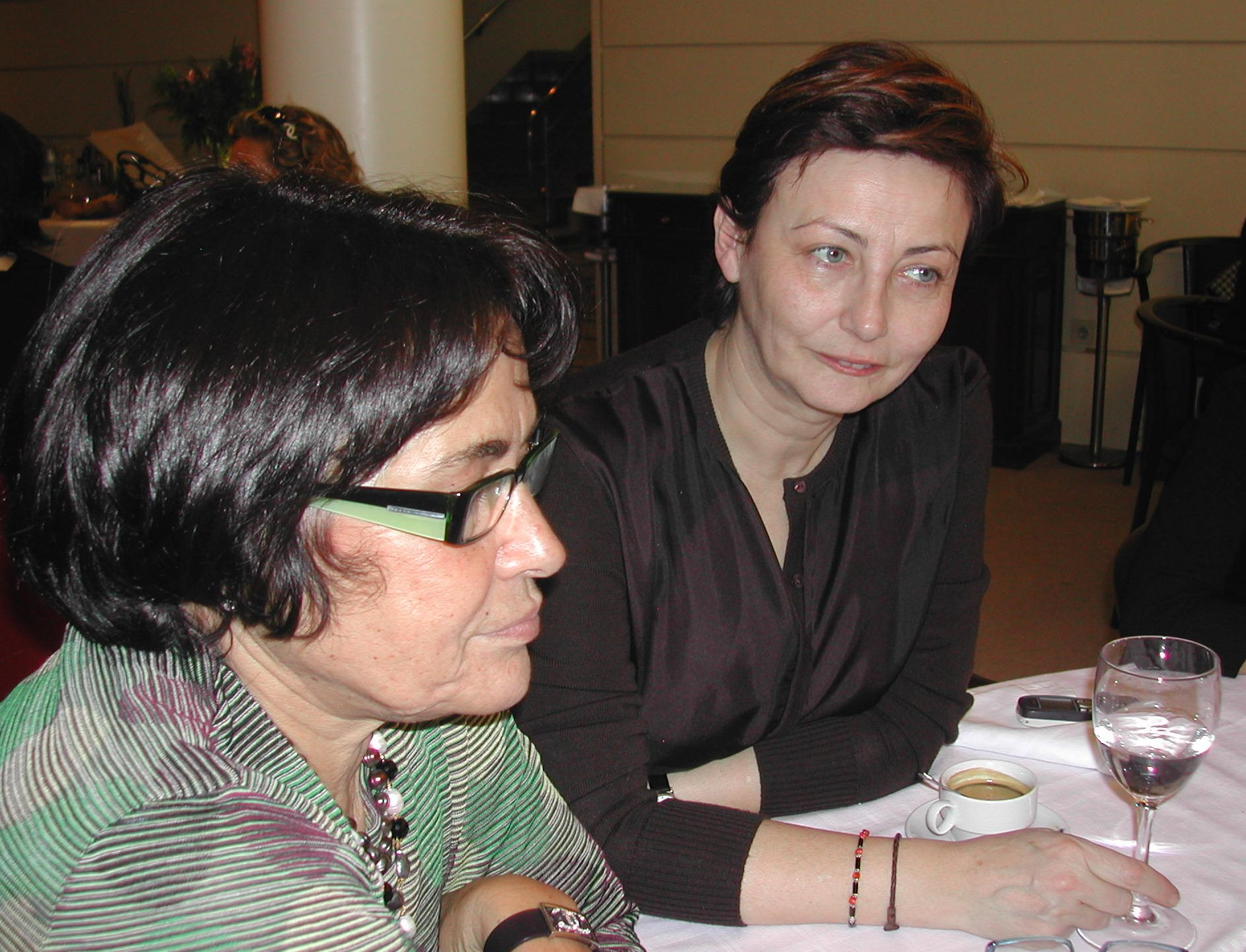
Las diputadas Maria Dolores Pelayo y Mariví Monteserín durante la reunión de diputadas y senadoras de la Legislatura Constituyente celebrada en el Senado. Madrid 19 de enero de 2006. Fotografía de Montserrat Boix

Destacó como parlamentaria por su trabajo en la legislación sobre la ley que reconoció el derecho al divorcio, donde fue ponente, en las profundas modificaciones del Código Civil en derecho de familia y sucesiones donde se igualaron los derechos entre hombres y mujeres y se reconocieron los derechos de los hijos, con independencia de que se hubieran tenido dentro o fuera del matrimonio, se garantizó la tutela y la responsabilidad de los padres. También participó en la reforma del Código Penal, con la derogación del delito de adulterio y el de amancebamiento, en la despenalización del aborto y el uso de anticonceptivos, la regulación de la interrupción voluntaria del embarazo y la fijación de los tipos penales, acordes con la norma constitucional, en los delitos contra la libertad sexual.
Miembro del Comité Federal del PSOE, fue portavoz de dicho partido en el ayuntamiento de Santa Cruz de Tenerife (1987-1991), directiva del Club Siglo XXI y es presidente de la Asociación Canaria de Mujeres Juristas.

Desde 2020 es presidenta del Consejo Social de la Universidad de La Laguna.

## Honores y distinciones
- 1981 Gran Cruz de la Orden Civil del Mérito Agrícola[8]
- 2016 Premio del Instituto Canario de Igualdad (ICI)
- 2019 Teide de Oro de Radio Club Tenerife, en la modalidad individual[9]

## Publicaciones
- Mujeres de la república: Las diputadas. Madrid: Congreso de los Diputados, 2006. ISBN 9788479432928